# Ponte dell'Annunciazione
Il Ponte dell'Annunciazione (in russo Благовещенский мост?) è un viadotto che attraversa la Grande Neva, a San Pietroburgo.
Precedentemente, dal 1918 al 2007, era noto come Ponte Tenente Schmidt (Мост Лейтенанта Шмидта) così chiamato dai sovietici in memoria del rivoluzionario russo fucilato nel 1906; prima ancora, tra il 1855 e il 1918, aveva assunto la denominazione Ponte di Nicola (Николаевский мост) così chiamato in onore dello zar di Russia dopo la sua morte.
È un ponte mobile che collega l'isola dell'Ammiragliato tramite il crocevia tra il lungoneva degli Inglesi in prossimità di piazza del Lavoro (площадь Труда) e il lungocanale Kryukov (набережная Крюкова канала); e l'isola di Basilio con l'incrocio tra il lungoneva Tenente Schmidt (a sinistra andando verso nord) e il lungoneva Università (sulla destra), non lontano dall'edificio dell'Accademia Russa di Belle Arti.